# Lamothe-Fénelon
 Lamothe-Fénelon ist eine französische Gemeinde mit 318 Einwohnern (Stand 1. Januar 2022) im Département Lot in der Region Okzitanien. Sie gehört zum Arrondissement Gourdon und zum Kanton Souillac.
Das Gemeindegebiet wird von Flüsschen Tournefeuille und seinen Zuflüssen zur Dordogne entwässert.

## Bevölkerungsentwicklung
| Jahr      | 1962 | 1968 | 1975 | 1982 | 1990 | 1999 | 2008 | 2018 |
| Einwohner | 289  | 289  | 297  | 304  | 313  | 320  | 339  | 301  |

## Sehenswürdigkeiten
- Kirche Saint-Sixte, erbaut im 12. bis 15. Jahrhundert

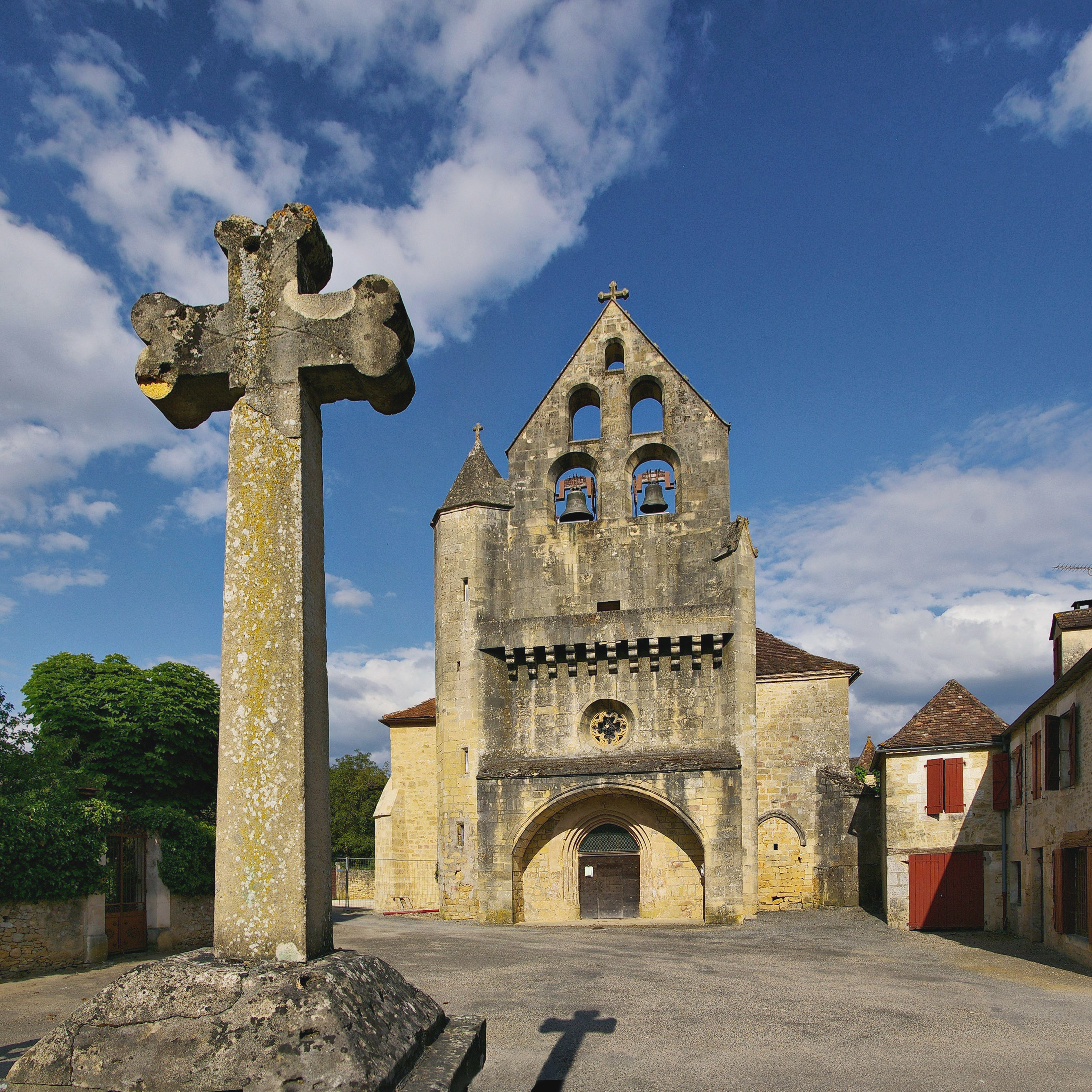
Kirche Saint-Sixte

## Persönlichkeiten
- François de Salignac de La Mothe Fénelon, genannt Fénelon (1651–1715), Erzbischof von Cambrai
- Abbé Paul Boisset (1917–2006), Komponist und Sänger, Pfarrer von Lamothe-Fénelon